# الحرب لإنهاء الحرب

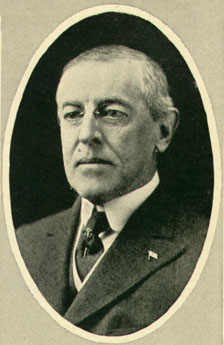
وودرو ويلسون ، رئيس الولايات المتحدة ، الذي غالبًا ما ترتبط العبارة به

«الحرب لإنهاء الحرب» (بالإنجليزية: The war to end war)‏، (وتسمى أيضًا «الحرب لإنهاء كل الحروب»)، وهو مصطلح يشير إلى الحرب العالمية الأولى من 1914 إلى 1918. كان في الأصل شعاراً مثالياً، والآن يتم استخدامه غالباً بشكل ٍ ساخر، نظرًا لأن تداعيات تلك الحرب ساهمت بشكل مباشر في اندلاع الحرب العالمية الثانية الأكثر تدميراً.

## الأصل
خلال أغسطس عام 1914، عند اندلاع الحرب، نشر المؤلف والمعلق الاجتماعي البريطاني هربرت جورج ويلز عددًا من المقالات في صحف لندن التي ظهرت لاحقًا في شكل كتاب بعنوان «الحرب التي ستنهي الحرب». وألقى باللوم على القوى المركزية في بدء الحرب، وزعم بأن هزيمة السياسة العسكرية الألمانية هو السبيل الوحيد الذي يمكن أن يؤدي إلى إنهاء الحرب. وقد استخدم الصيغة الأقصر «الحرب لإنهاء الحرب»، وفي السنة الرابعة عام (1918) أشار إلى أن العبارة «دخلت حيز التداول» في النصف الثاني من عام 1914. أصبحت تلك العبارة واحدة من أكثر العبارات شيوعًا في الحرب العالمية الأولى.

## استخدمت في وقت لاحق
خلال الحرب العالمية الأولى، قوبلت العبارة بدرجة معينة من الشك. عندما أصبح واضحًا أن الحرب لم تنجح في إنهاء الحرب، فاتخذت العبارة نبرة أكثر تشاؤما. فقد قال ضابط الأركان البريطاني «أرشيبالد ويفل» المشير الميداني المستقبلي ونائب الملك في الهند، بيأسٍ عن مؤتمر باريس للسلام: «بعد 'الحرب لإنهاء الحرب'، يبدو أنهم نجحوا في باريس في صنع 'السلام لإنهاء السلام'». وقد استخدم ويلز العبارة بطريقة ساخرة في روايته بولبينغتون بلوب عام (1932). وكتب والتر ليبمان في مجلة نيوزويك عام 1967 «الوهم هو أنه مهما كانت الحرب التي نخوضها هي حرب إنهاء الحرب»، بينما قال الرئيس الأمريكي ريتشارد نيكسون، في خطابه «الأغلبية الصامتة» عام (1969)، «انا لا أقول لكم بأن الحرب في فيتنام هي حرب إنهاء الحروب». وتحتوي أغنية اريك بوغل «الأرض القاحلة» (الحقول الخضراء في فرنسا) لعام 1976، الموجهة إلى قبر جندي يبلغ من العمر 19 عامًا في مقبرة الحرب العالمية الأولى على المقطع الغنائي «هل كنت تعتقد حقًا أن هذه الحرب ستنهي الحروب؟».
منذ الثلث الأخير من القرن العشرين، أصبحت الصيغة البديلة «الحرب لإنهاء كل الحروب» أكثر شعبية. فقد كانت صيغة «الحرب لإنهاء الحرب» عنوانا لكتاب لورانس ستولينجز عام 1959 عن الحرب. وأصبحت كذلك عنوانا لفصل من كتاب التاريخ المدرسي للمدرسة الثانوية «موكب الأمريكيين» (نُشر لأول مرة عام 1956)، وظلت كذلك حتى الإصدار الخامس عشر في عام 2013. ومع ذلك، تم استخدام مصطلح «الحرب لإنهاء كل الحروب» من قبل المؤلفين اللاحقين مثل إدوارد إم. كوفمان (1968)، راسيل فريدمان عام (2010) وآدم هوشيلد عام (2011).

## روابط خارجية
- HG Wells ، الحرب التي ستنهي الحرب على أرشيف الإنترنت